# Sierściogon dżunglowy
Sierściogon dżunglowy, wielkomysz filipińska (Phloeomys pallidus) – gatunek ssaka z podrodziny myszy (Murinae) w obrębie rodziny myszowatych (Muridae), występujący wyłącznie na wyspie Luzon na Filipinach.

## Systematyka
Gatunek po raz pierwszy zgodnie z zasadami nazewnictwa binominalnego opisał w 1890 roku niemiecki zoolog Alfred Nehring nadając mu nazwę Phloeomys pallidus. Holotyp pochodził z wyspy Luzon, na Filipinach.
Analiza cytogenetyczna wsparła wcześniejsze badania morfologiczne dotyczące podziału rodzaju Phloeomys na dwa gatunki na podstawie odrębnych kariotypów (kariotypy obu gatunków dzielą co najmniej dwie translokacje robertsonowskie i trzy translokacje chromosomowe innego typu). W obrębie P. pallidus istnieje duża zmienność morfologiczna, a dokładne granice zmienności na podstawie cech genetyczych i morfologicznych u obu gatunków wymagają doprecyzowania i status tego gatunku nie jest pewny. Autorzy Illustrated Checklist of the Mammals of the World uznają ten takson za gatunek monotypowy.

### Etymologia
- Phloeomys: gr. φλοιος phloios „kora drzewa”, od φλεω phleō „obfitować”; μυς mus, μυoς muos „mysz”[9].
- pallidus: łac. pallidus „blady, ziemisty”, od pallere „być bladym”[10].

## Nazwa zwyczajowa
W wydanej w 2015 roku przez Muzeum i Instytut Zoologii Polskiej Akademii Nauk publikacji „Polskie nazewnictwo ssaków świata” gatunkowi nadano nazwę sierściogon dżunglowy. Dawniej tego gryzonia określano nazwą wielkomysz filipińska.

## Występowanie
Sierściogon dżunglowy jest filipińskim endemitem. Występuje w północnej i centralnej części wyspy Luzon (prowincje Abra, Benguet, Kalinga-Apayao, Laguna, Nueva Vizcaya, Bataan, Zambales i w górach Sierra Madre). Jest spotykany od poziomu morza do 2000 m n.p.m.
Gryzoń ten występuje w wilgotnych lasach równikowych Filipin, nizinnych i górskich. Jest spotykany w lasach pierwotnych i wtórnych, a także na obszarach zdegradowanych przez ludzką działalność i terenach rolniczych, w szczególności na plantacjach.

## Wygląd

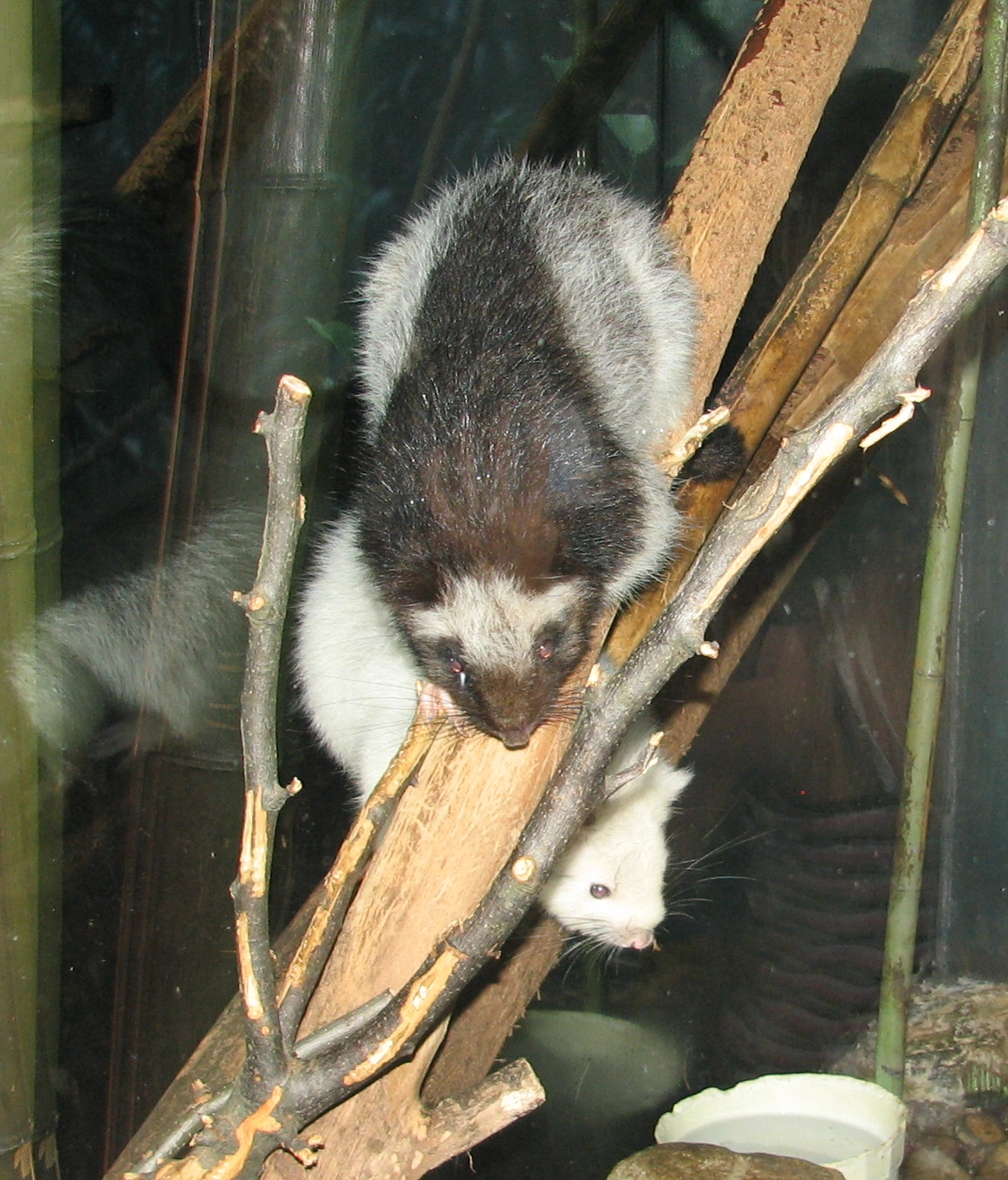
Dwa warianty ubarwienia u osobników w Cincinnati Zoo

Długość ciała (bez ogona) 387–427 mm, długość ogona 320–349 mm, długość ucha 34–39 mm, długość tylnej stopy 80–90 mm; masa ciała 2,2–2,7 kg. Ma długie, dość szorstkie futro. Ubarwienie ciała może być bardzo różnorodne, ale większość osobników ma kontrastowe białe lub bladoszare futro z ciemnobrązowymi lub czarnymi fragmentami. Znane są także osobniki czysto białe, brunatne i szaroczarne, choć ich przynależność gatunkowa nie jest pewna. Osobniki trzymane w niewoli mogą być rudawe, przypuszczalnie ze względu na dietę. Gryzonie te mają tępo zakończony pyszczek z długimi, wrażliwymi wibrysami i małe uszy. Ogon jest gęsto porośnięty krótkim futrem. Duże stopy są wyposażone w długie pazury, potrzebne do wspinania na drzewa.

## Tryb życia
Sierściogon dżunglowy prowadzi nocny tryb życia. Jest głównie nadrzewny, choć bywa spotykany na dnie lasu, gdzie porusza się dość powoli. Jest płochliwy. Jego dieta nie została w pełni poznana, ale składa się w dużej mierze z delikatnych, młodych liści. Gryzoń uzupełnia ją o owoce i czasem powoduje szkody w uprawach.
Informacje o rozrodzie tych gryzoni są znane głównie z niewoli. Samice w niewoli rodziły młode w każdym miesiącu oprócz stycznia, lutego i maja, zaś na wolności ciężarną samicę widziano w sierpniu. Samica sierściogona dżunglowego rodzi tylko jedno młode raz w roku, w dziupli drzewa (stojącego lub powalonego) lub w norze na ziemi. Młode silnie przywiera do sutka i jest tak noszone przez matkę w okresie karmienia.
W niewoli jeden osobnik dożył 13 lat.

## Populacja i zagrożenia
Sierściogon dżunglowy ma duży zasięg występowania, zamieszkuje różne siedliska i jest w stanie przetrwać intensywny odłów. Ludzie polują na sierściogony dla ich mięsa. Zagrożeniem dla gatunku jest też utrata siedlisk, ze względu na wylesianie. Liczebność gatunku mimo tego obecnie pozostaje stabilna. Międzynarodowa Unia Ochrony Przyrody uznaje sierściogona dżunglowego za gatunek najmniejszej troski.
W Polsce gryzonie te można zobaczyć w niektórych ogrodach zoologicznych, m.in. w Nowym Zoo w Poznaniu i w Krakowie.